# Семантические вычисления
Семантические вычисления (англ. Semantic computing) — направление информатики, находящееся на стыке семантического анализа, обработки естественного языка, интеллектуального анализа данных и ряда других направлений.
Исследования в области семантических вычислений затрагивают три основных направления:
- Понимание намерений пользователей (возможно, выраженных на естественном языке) и перевод их в машиночитаемый формат;
- Понимание значения (семантики) содержания вычислений различного рода (текстовой, видео-, аудиоинформации, процессной, сетевой, программного и аппаратного обеспечения) и представление их в машиночитаемом формате;
- Отображение семантики контента пользователя с целью создания, поиска, управления данными и т. д.

IEEE проводит международные конференцию по семантическим вычислениям с 2007 года, последняя конференция состоялась в 2016 году.